# Santuario (Risaralda)
Santuario is een gemeente in het Colombiaanse departement Risaralda. De gemeente telt 14.736 inwoners (2005). Santuario is gelegen op de oostelijke flank van de Cordillera Occidental en maakt deel uit van de Eje Cafetero. Koffie is dan ook de belangrijkste economische motor van de gemeente.

## Nationaal park
Binnen de gemeentegrenzen van Santuario ligt een deel van het nationaal park Parque Nacional Natural Tatamá.
Apía · Balboa · Belén de Umbría · Dosquebradas · Guática · La Celia · La Virginia · Marsella · Mistrató  · Pereira · Pueblo Rico · Quinchía · Santa Rosa de Cabal · Santuario